# André Rosinha

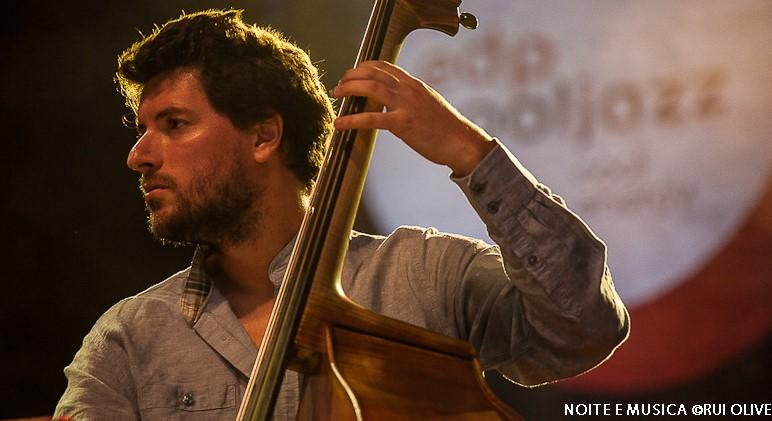
André Rosinha

André Rosinha é contrabaixista e compositor de jazz.
Conta com 4 álbuns em nome próprio e faz parte da banda de vários músicos como Salvador Sobral, Júlio Resende, João Barradas, Samuel Lercher Trio, Desidério Lázaro Trio ou Marco Santos.

## Biografia[4]
Natural de Sintra (1987), André Rosinha iniciou os estudos em contrabaixo aos 20 anos, estando inscrito em simultâneo no Conservatório Nacional, na Escola Jazz Luiz Villas-Boas – Hot Clube de Portugal e ainda acompanhado em aulas privadas com Demian Cabaud.
Em 2010 participa no Lisbon Jazz Summer School como bolseiro da Escola Jazz Luiz Villas-Boas, onde teve a oportunidade de aprender com nomes maiores da cena jazzística norte americana, como são os casos de Danilo Perez, Ben Street, Adam Cruz, Rogerio Boccato e Rudresh Mahanthappa.
Assistiu ainda a seminários e masterclasses com Dave Holland, Matt Penman, Aaron Goldberg, Reuben Rogers, Greg Hutchinson, Chris Cheek, Jorge Rossy, Matt Renzi, Jon Irabagon, Paulinho Braga ou Matt Pavolka.
Em 2011 foi convidado para fazer parte do corpo docente da Escola Luiz Villas-Boas – Hot Clube de Portugal, onde é professor desde então. Licenciou-se em Contrabaixo Jazz pela Escola Superior de Música de Lisboa em 2014.

## Produções artísticas[5]
“Pórtico” (2017) dá nome do seu primeiro disco como líder de uma banda, onde toca originais seus com os músicos João Barradas (acórdeão), Albert Cirera (saxofone), Eduardo Cardinho (vibrafone) e Bruno Pedroso (bateria). O álbum foi apresentado em locais como a Casa da Música do Porto ou no Círculo de Jazz de Setúbal.

O seu segundo disco em nome próprio, “Árvore” (2019), conta com a participação do pianista João Paulo Esteves da Silva e do baterista Marcos Cavaleiro. O projeto foi apresentado no Centro Cultural de Belém, Jazz2020 organizado pela Fundação Calouste Gulbenkian, Seixal Jazz, Noites Azuladas de Castelo Branco, Teatro Tempo de Portimão ou OJL Jazz Sessions de Leiria. "Árvore" foi avaliado com 5/5 estrelas por Rui Eduardo Paes na jazz.pt e 4/5 na revista Ípsilon do Público.

O álbum “Triskel” foi lançado em maio 2022 e surgiu enquanto prolongamento do projeto anterior.  Contou com concertos no CCB, Palmela Wine Jazz, JazzMATAzz, Grândola Vila Jazz, e Jazz na Ordem dos Médicos do Porto. Foi referido pela Observador como um dos discos mais esperados do ano, recebeu entretanto a classificação de 4/5 estrelas pela  jazz.pt, foi destacado pelo Bandcamp enquanto um dos melhores álbuns de jazz lançados nesse mês e ainda pelo comentador Nuno Rogeiro no programa Leste/Oeste da SIC Notícias.
Em 2021 criou um trio em co-liderança com Beatriz Nunes na voz e a pianista Paula Sousa, com quem lançou o disco “À Espera do Futuro”, apresentado na Festa do Outono de Serralves (Porto), Jazz tem Voz (Lisboa), no Ciclo de Jazz de Tavira, Novomesstská Radnice Praga (Chéquia), Opus Jazz Club em Budapeste (Hungria) e Nikolaisaal em Potsdam (Alemanha), entre outros.

Em 2025 publica “Raiz”, com João Paulo Esteves da Silva no piano, Marcos Cavaleiro na bateria e André Rosinha no contrabaixo, explorando uma fusão entre os mundos do jazz, da música tradicional portuguesa e do improviso. Tendo de uma forma orgânica já plantado algumas sementes no passado, este álbum dedica-se agora à ligação entre esses universos a nível composicional, nunca perdendo a liberdade do improviso, tão característica da expressão jazzística.

## Colaborações
Paralelamente ao seu projeto, faz parte da banda do cantor Salvador Sobral desde 2015, com quem já gravou seis discos, e é também membro dos grupos do pianista Júlio Resende, João Barradas Trio, Eduardo Cardinho Quinteto, Samuel Lercher Trio, Desidério Lázaro Trio, Marco Santos e Ricardo Pinto Quinteto.
Já atuou em múltiplos festivais internacionais de jazz nomeadamente no Jazzaldia, Festival Noches del Botánico e Cadiz Jazz Festival (Espanha), Festival Au Fil des Voix (França), Reset Jazz Festival (Luxemburgo), Jazzfestival Münster e Jazzahead (Alemanha), Sopot Jazz Festival (Polónia), Jazzkar (Estónia) e Kaunas Jazz (Lituânia). Em Portugal é presença habitual nos festivais de jazz, com destaque para o Funchal Jazz e o Seixal Jazz.
André Rosinha já partilhou palco com músicos como Perico Sambeat, Greg Osby, Alexi Tuomarila, Seamus Blake, Marc Miralta, Theo Ceccaldi, Abe Rabade, Jeffery Davis, Xavi Torres, Ben Van Gelder, Roberto Negro e com os portugueses Mário Laginha, João Moreira, Afonso Pais e ainda André Fernandes.